# Luísa Rogério
Maria Luísa de Carvalho Rogério (Luanda, Angola, 1967), também conhecida por Luísa Rogério, é uma jornalista angolana, do Jornal de Angola, bem como presidente da Comissão de Carteira e Ética de Angola, órgão fiscalizador da atividade jornalística em Angola, e membro da Comissão Executiva da Federação Internacional de Jornalistas (FIJ).

## Percurso
Em Julho de 1985, Luísa Rogério ingressou no quadro efectivo das Edições Novembro, empresa proprietária do Jornal de Angola, onde começou a carreira e onde desempenhou funções como sub-editora de Política, Sociedade, chefe de Reportagem e editora de Cultura. No Jornal de Angola, Luísa Rogério orientou o estágio de vários jornalistas que hoje desempenham cargos ministeriais no Estado angolano depois de terem abandonado a profissão.
Foi secretária-geral do Sindicato dos Jornalistas Angolanos, entre Novembro de 2004 e Outubro de 2015.
Enquanto jornalista, cobriu várias eleições, entre as quais as eleições gerais de 2018 na República Democrática do Congo que elegeram Félix Tshisekedi como substituto de Joseph Kabila.
Em 2013, Luísa Rogério foi eleita para o cargo de vice-presidente da Federação Africana de Jornalistas durante o Congresso da organização em Casablanca, Marrocos. 
No dia 6 de Abril de 2017, foi a moderadora da Conferência-Debate sobre o legado do Tratado de Roma assinado há 60 anos e sobre o futuro da União Europeia, que decorreu no Instituto Camões (Centro Cultural Português), em Luanda. Nessa Conferência participaram os Embaixadores dos Estados Membros da União Europeia, acreditados em Angola e o Chefe de Missão da União Europeia, com o objetivo de fazer uma reflexão em torno do que foi alcançado, mas também dos desafios futuros, particularmente as relações entre a União Europeia e África e especificamente com Angola.
A 13 de junho de 2019, foi eleita, em Túnis, Tunísia, membro da Comissão Executiva da Federação Internacional de Jornalistas (FIJ), no decurso do 30º Congresso desta que é a maior associação de jornalistas do mundo, que congrega 187 sindicatos de 141 países. Luísa Rogério, a par de outros quinze membros eleitos na mesma ocasião, fará parte do restrito grupo que formula as principais acções executivas da Federação Internacional de Jornalistas (FIJ), que reúne seis mil filiados (jornalistas). A eleição valeu-lhe em Angola inúmeras felicitações, incluindo as do presidente angolano, João Lourenço. É a primeira vez que um jornalista angolano integra a Comissão Executiva da FIJ, como titular.
Em outubro de 2019, foi eleita presidente da Comissão da Carteira e Ética, órgão fiscalizador da actividade jornalística em Angola.
Em julho de 2020, pela ocasião do Dia da Mulher Africana, data instituída em 1962, na Conferência das Mulheres Africanas (Dar-Es-Salaam, Tanzânia), o Jornal de Angola deu voz a seis mulheres, entre as quais Luísa Rogério, que reflectiram sobre o desafio de ser jornalista.
Luísa Rogério sempre esteve ligada ao mundo do jornalismo, e tem defendido, ao longo da sua carreira, os direitos da classe jornalística em Angola.